# つぼん汁
つぼん汁（つぼんじる）は熊本県人吉市・球磨郡地域の郷土料理。鶏肉と野菜を醤油味で仕上げた具だくさんの汁ものである。

## 概要
人吉球磨地域の祝い事には欠かせない料理である。もともとは人吉球磨地域の秋祭りに供される会席膳の1つであり、具材は7種類や9種類など奇数でそろえる料理であった。その地域で親しまれる神社の名前、例えば多良木町なら多良木天満宮（天満宮）から「天神さん」、湯前町なら里宮神社から「里宮さん」とも呼ばれている。
使用される具材や出汁は各地域や家庭で異なり、一例として人吉地区では焼き豆腐を入れ、球磨郡あさぎり町では厚揚げ、多良木町では油揚げを入れる。出汁はイリコを使うほか、干しシイタケ、地鶏、焼きエビなど様々なものが使われる。
現在でも行事食として食されるほか、学校給食としても供されている。

## 名称の由来
かつてはけんちん汁と呼ばれていた。
会席膳では浅い椀と深い椀を使うが、つぼん汁は蓋付きの深い椀に盛り付けていた。このことから、「壺の汁」と呼ばれており、それが訛って「つぼん汁」となったとされる。使用される深い椀（壺）は焼き物や木製など、各家庭によってさまざまである。